# Loreena McKennitt
Loreena McKennitt (Morden, Manitoba, 17 de febrero de 1957) es una cantante e intérprete de piano y arpa canadiense con ascendencia escocesa e irlandesa. Actualmente reside en Ontario. Ha recibido discos de oro, platino y multiplatino en quince países de cuatro continentes. Ha vendido más de catorce millones de copias en todo el mundo.

## Trayectoria
Sus discos de estudio y sus discos en directo la consagran como una intérprete en el universo de la música celta. Sus discos Elemental y To Drive the cold winter away marcaron un antes y un después en su carrera musical. Antes de estos discos Loreena trabajaba en la compañía teatral estable del Shakespearean festival donde tuvo tiempo de inspirarse en el poeta William Butler Yeats así como en la música de The Bothy Band y Alan Stivell. 

### Los 80: primeros discos
En su primer disco dio a conocer su voz con canciones como "Banks of Clouds" o "Stolen Child" mientras que en el segundo deja claro su deseo de mezclar la cultura celta con otras procedentes de otros lugares. De hecho, McKennitt no ha dejado de recorrer mundo evolucionando su música a medida que conocía nuevas culturas.

### Los 90: reconocimiento mundial
En 1991, tras visitar Venecia, Hungría, Ucrania, España y partes de Asia, publica el disco The Visit (1991) trabajo con el que logra darse a conocer a nivel mundial. En enero y febrero de 1992 dio varios conciertos en España.
En The Mask and Mirror (1994) España ocupa un papel importante como por ejemplo la adaptación del poema que San Juan de la Cruz escribió tras su cautiverio en Toledo, La Noche Oscura del Alma (en inglés The Dark Night Of The Soul). 
Después de aquel disco McKennitt grabó The Book of Secrets (1997), Live in Paris and Toronto (1999)

### Primera década delsigloXXI
Tras un intervalo de 6 años publicó An Ancient Muse (2006). Fue en septiembre de ese año cuando McKennitt y una estelar banda de músicos colaboradores actuaron en España en tres conciertos al aire libre en la Alhambra de Granada.
El 13 y 14 de septiembre, Loreena tomó el escenario en el patio del Palacio de Carlos V de la Alhambra. Estas dos actuaciones íntimas, con asientos para cuatrocientos asistentes han sido grabadas para el programa especial de televisión de la PBS Great Performances, dirigido por Jim Kellahin y que se espera se emitirá a principios de 2007.
El 15 de septiembre, Loreena actuó en el Teatro del Generalife, un lugar de encuentro al aire libre con capacidad para 2000 personas, en el recinto de la Alhambra, como parte de la serie "Noches de las Mil y Una Músicas" de Granada.
Cada una de las tres noches incluyó una actuación de Loreena de noventa minutos incluyendo lo más destacado de un catálogo que ha vendido más de trece millones de discos por todo el mundo, junto con un repertorio de canciones de su nuevo trabajo, An Ancient Muse, entonces a punto de salir a la venta.
McKennitt estuvo acompañada de los músicos Brian Hughes, Hugh Marsh, Donald Quan, Nigel Eaton, Rick Lazar, Caroline Lavelle, Steáfán Hannigan, Tal Bergman, Tim Landers, Haig Yazdjian, Sokratis Sinopoulos y Panos Dimitrakopoulos.
Se editó una versión de An Ancient Muse exclusiva para España (contiene tres canciones grabadas en directo en la Alhambra) que salió a la venta el 29 de enero de 2007. Hizo una gira presentando su más reciente disco por todo el mundo, comenzó el día 11 de marzo en Alemania y finalizó el día 19 de mayo en Estados Unidos. Fue acompañada por sus músicos de giras anteriores.
Para complementar el trabajo "An ancient Muse" y su gira por todo el mundo, McKennitt  publicó "A Moveable Musical Feast. A Tour Documentary" (2008) un DVD en el que se incluye entrevistas a Loreena, a los músicos y al equipo técnico, pruebas de sonido y audio, más de 25 minutos de música... Lo increíble de este trabajo es poder ver como trabaja su grupo, como conviven y sobre todo, ver el increíble esfuerzo que realizan para ofrecer un gran espectáculo inolvidable al público.
En noviembre de 2008 publicó el trabajo de estudio "A midwinter Night's Dream". Este CD es un disco que incluye "A Winter Garden" (el CD entero) y "A midwinter Night's Dream" (este último incluye 8 nuevas canciones). McKennitt no ha tardado en pensar descatalogar "A winter Garden" (1995) ya que este ha sido incluido en este último proyecto.
El 20 de octubre de 2009, salió A Mediterranean Odissey, un nuevo disco compuesto por una parte en directo (From Istanbul to Athens) de la gira veraniega de 2008 por Egipto, Líbano, Hungría, Italia, Turquía y Grecia, y un recopilatorio de temas de sus últimos discos de estudio inspirados en la cultura de los países del mediterráneo (The Olive and The Cedar).
En noviembre de 2010, publicó "The wind that shakes the barley". En este disco McKennitt retoma sus principios más celtas, 'desde la perspectiva del tiempo y la experiencia', según la propia cantante. 9 nuevas canciones, incluyendo 2 instrumentales, componen el disco.

### Segunda década delsigloXXI
McKennitt dedicó varios años a las actuaciones en directo por todo el mundo, a un viaje a La India y a su familia, permaneciendo junto a su madre sus dos últimos años de vida. Con Loreena McKennitt Celtic Footprints Tour 2012 pasó por cinco ciudades de España.
Tras un periodo de 8 años, en mayo de 2018 lanzó Lost Souls, su décimo disco de estudio.

## Discografía

### Discos de estudio
- 1985: Elemental
- 1987: To Drive The Cold Winter Away
- 1989: Parallel Dreams
- 1991: The Visit
- 1994: The Mask And Mirror
- 1997: The Book Of Secrets
- 2006: An Ancient Muse
- 2008: A Midwinter Night's Dream
- 2010: The Wind That Shakes The Barley
- 2018: Lost Souls
- 2024: The Road Back Home

### Discos en directo
- 1994: Live In San Francisco At The Palace Of Fine Arts
- 1999: Live In Paris And Toronto
- 2007: Nights From The Alhambra
- 2009: A Mediterranean Odissey
- 2012: Troubadours On The Rhine
- 2014: A Midsummer Night's Tour (Highlights)
- 2019: Live At The Royal Albert Hall
- 2022: Under a winter's moon

### Recopilaciones
- 1997: The Best Of Loreena McKennitt
- 2009: A Mummers' Dance Through Ireland
- 2009: A Mediterranean Odyssey
- 2013: The Journey So Far: The Best Of Loreena McKennitt

### EP
- 1995: A Winter Garden: Five Songs For The Season
- 1995: Live In San Francisco At The Palace Of Fine Arts
- 1997: Words And Music
- 2008: The Journey Begins
- 2008: Share The Journey
- 2008: A Moveable Musical Feast

### Singles
- All Souls Night
- The Lady of Shalott
- The Old Ways
- Courtyard Lullaby
- Greensleeves
- The Mystic's Dreams
- The Bonny Swans
- The Dark Night of the Soul
- Santiago
- The Mummer's Dance
- Marco Polo
- Caravanserai
- Dante's Prayer

### Videografía
- No Journey's End (DVD & VHS)
- Nights from the Alhambra DVD
- A Moveable Musical Feast. A Tour Documentary DVD (2008)

### Videoclips
- The Bonny Swans
- The Mummers' Dance

## Bandas sonoras
- 1985: Bayo
- 1986: Heaven on Earth
- 1987: To a safer place (documental)
- 1989: Goddess Remember (documental)
- 1992: Léolo (canción "The Lady of Shalott")
- 1995: Highlander III (canción Bonny Portmore)
- 1995: Jade (canción The Mystic's Dream)
- 2001: The Mists Of Avalon (Canción The Mystic's Dream)
- 2001: Una casa con vistas al mar (Canción Dante's Prayer cantada en castellano)
- 2009: Tinker Bell And The Lost Treasure

## Premios y otros méritos
- 1992: Premio Juno al mejor álbum de música tradicional por The visit.
- 1994: Premio Juno al mejor álbum de música tradicional por The mask and the mirror.
- 1997: Premio Billboard International Achievement Award
- 2002: Doctor honoris causa en letras de la Universidad Wilfrid Laurier
- 2003: Orden de Manitoba
- 2004: Orden de Canadá

## Participaciones filantrópicas
Loreena McKennitt es muy activa en las siguientes asociaciones:
- Creación de la Fundación para la Memoria de Cook-Rees, (salvamento y seguridad náutica).
- Participación financiera en los Fondos de Socorro de la Sociedad de la Media luna Roja Turca y de la Cruz Roja Griega.
- Creación en 2002 del Centro Falstaff Family en Statford.